# Orthoprotella melloi
Orthoprotella melloi is een vlokreeftensoort uit de familie van de Caprellidae. De wetenschappelijke naam van de soort is voor het eerst geldig gepubliceerd in 1975 door Quitete.